# Bruja
Bruja è  un film argentino del 2019 diretto da Marcelo Páez Cubells.

## Trama
Selena, madre single che vive con la figlia Belén, è un'esperta di magia nera. La donna, che generalmente non utilizza i suoi poteri e le sue conoscenze, si trova costretta a mettere in campo tutte le sue forze quando sua figlia viene rapita insieme ad altre ragazze da un gruppo che gestisce una rete di prostituzione.

## Produzione
Per i ruoli di Selena e sua figlia Belén vennero scelte due attrici legate realmente da un rapporto madre-figlia: Érica Rivas e Miranda de la Serna.
Il regista presentò il film come "un thriller con elementi di soprannaturale e horror".

## Accoglienza
Su Clarín, Fernando Álvarez recensì negativamente la pellicola, sostenendo che "non riesce a mantenere l'atmosfera inquietante dell'inizio" e che la trama "viene indovinata a priori".
Su Otros Cines, Ezequiel Boetti assegnò al film tre stelle, definendolo "un film horror fantastico con indubbie connotazioni sociali, una storia che dialoga con la situazione attraverso la problematizzazione del ruolo femminile nella società".
Elian Aguilar parlò del "grosso problema di rendere plausibile il fantasy in Argentina" e, pur apprezzando sia la sceneggiatura che l'interpretazione di Érica Rivas (definita "gigantesca"), sostenne che "è un peccato vedere un prodotto di qualità sprecato per un lavoro di effetti visivi così scadente, soprattutto considerando che nel paese ci sono grandi professionisti".
Dalle pagine de La Nación, Paula Vázquez Prieto pubblicò una recensione fortemente negativa, affermando "l'indagine è poco plausibile, il magnetismo di Erica Rivas è sprecato e il tragico destino della donna scomoda è normalizzato in una madre disperata"; aggiunse, inoltre, "Marcelo Páez Cubells non raggiunge mai una messa in scena oscura e terrificante, e lascia il suo film intrappolato in una struttura manichea, con vuoti narrativi e inutili deviazioni poliziesche. L'unica cosa che avrebbe potuto salvarla è la promessa disputa tra Rivas e Leticia Brédice come due forze incontenibili, ma non riesce mai a realizzarla".
Emiliano Basile di EscribiendoCine assegnò un voto pari a 6 e sintetizzò: "Abbinare una storia di genere fantasy a un film di denuncia sociale non è una cattiva idea, anzi, può essere una buona occasione per rendere visibile un problema come il traffico di esseri umani attraverso una storia che non trascura l'intrattenimento e punta a un pubblico di massa. Naturalmente, per raggiungere questo scopo il film deve essere efficace nelle risorse utilizzate per entrambi i registri, cosa che non sempre accade in Bruja".

## Riconoscimenti
- 2020 - Condor d'argento[10]
  - Candidatura alla migliore canzone a Pablo Sala e Charo Bogarin
  - Candidatura alla migliore direzione artistica a Sebastián Roses
  - Candidatura al miglior trucco a Angela Garacija
  - Candidatura ai migliori costumi a Delfina De La Cárcova